# Mallahle
Mallahle (também Mallali ou Aruku) é um estratovulcão na fronteira entre Etiópia e Eritreia, com uma caldeira de 6 km de largura.
Mallahle é o pico mais alto da região de Afdera da Etiópia. Ele está localizado no Danakil Horst no extremo sul dos Alpes Danakil Faz parte do Complexo vulcânico Bidu (com o Vulcão Nabro, Bara Ale e Sork Ale).